# Ricardo Bielschowsky

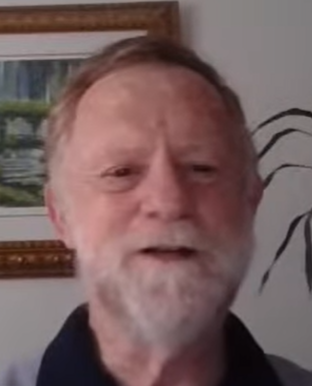
Ricardo Bielschowsky

Ricardo Bielschowsky é um economista brasileiro.
Bielschowsky graduou-se em Economia na Universidade Federal do Rio de Janeiro (UFRJ), fez o mestrado na Universidade de Brasília e o doutorado na Universidade de Leicester, Inglaterra. É hoje professor da UFRJ, e trabalha Comissão Econômica para a América Latina e o Caribe.

## Bielschowsky sobreCelso Furtado
"Celso Furtado foi o grande economista da corrente desenvolvimentista de tendência nacionalista no Brasil ... Co-autor de teses estruturalistas, aplicou-as ao caso brasileiro e divulgou-as no país com grande competência, dando consistência analítica e garantindo unidade mínima ao pensamento econômico de parcela dos técnicos governamentais engajados no projeto de industrialização brasileira. Seu fôlego inesgotável e sua admirável capacidade de combinar criação intelectual e esforço executivo, assim como sua habilidade e senso de oportunidade para abrir espaço às tarefas desenvolvimentistas que propagava, explicam a enorme liderança que exerceu entre os economistas da época. Tornou-se, indiscutivelmente, uma espécie de símbolo da esperança desenvolvimentista brasileira dos anos 50
".

## Publicações
- Pensamento Econômico Brasileiro 1930-1964: o Ciclo Ideológico do Desenvolvimento, ISBN 8585910089
- Cinqüenta Anos de Pensamento na CEPAL, primeiro e segundo volume.  ISBN 8501059463

Lista de outras publicações